# シメジ
シメジ（占地、湿地、王茸）、シメジタケ（占地茸、湿地茸）は、食用キノコの名前であるが、分類学的には定義が曖昧である。多くの料理に活用されているキノコである。だが、天然のホンシメジは希少で流通量が少ない。シメジとして市場に見かけるものの多くは栽培品のブナシメジやヒラタケなどである。ホンシメジを改良した菌床栽培品の「大黒しめじ」や、「丹波しめじ」の名で流通するハタケシメジなどもある。

## 概要
1. シメジと言えば本来シメジ科のキノコ、とりわけシメジ科シメジ属のホンシメジを指す。場合によっては、漠然と他のキシメジ科のキノコ（シメジ属のハタケシメジやシャカシメジ（センボンシメジ）、シロタモギタケ属のブナシメジなど）も含めた総称とされることもある。ホンシメジは、生きた木の外生菌根菌であるために栽培が非常に困難であり、ほぼ天然物に限られ稀少なため高級品とされる。ほとんど流通していない。
2. かつて「ホンシメジ」の名で流通していたキノコは、キシメジ科シロタモギタケ属のブナシメジの栽培品である（詳細はブナシメジ#名称の混乱を参照）。
3. かつて「シメジ」（あるいは「ツクリシメジ」「味シメジ」「信州しめじ」など）の名で流通していたキノコはヒラタケ科ヒラタケ属のヒラタケの栽培品であり[2]、上記のような本来的な意味でのシメジとは全く別のものである。

### ホンシメジ

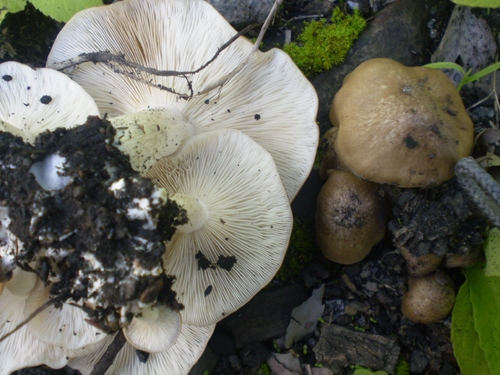

日本には食用キノコを評して「香りマツタケ、味シメジ」という有名な句がある。ここで言うシメジとは上記1.のホンシメジのことである。ホンシメジは、生きた木の外生菌根菌であるために栽培が非常に困難であり、ほぼ天然物に限られ稀少なため高級品とされる。句に言う通り、ホンシメジはグアニル酸、グルタミン酸、アスパラギン酸などのうま味成分に富む。
なお、食味に違いが少ないことから、同じシメジ属のハタケシメジ、シャカシメジ（センボンシメジ）などと一括して「ホンシメジ」として扱うことがある。ちなみに、シャカシメジのほうがよりホンシメジに近い。
2000年代に入りタカラバイオやヤマサ醤油などいくつかのグループから栽培法が報告され、雪国まいたけやヤマサ醤油から販売されている。ただし栽培品は天然物とは風味が異なる（詳細はホンシメジ#人工栽培も参照）。
ブナシメジと比較した場合、キノコの主なうまみ成分であるグルタミン酸やグアニル酸や糖質のトレハロースの含有量に差があり、それが味の差という説が紹介されたこともある（日本テレビ『所さんの目がテン!』第758回）。

### 栽培ブナシメジ

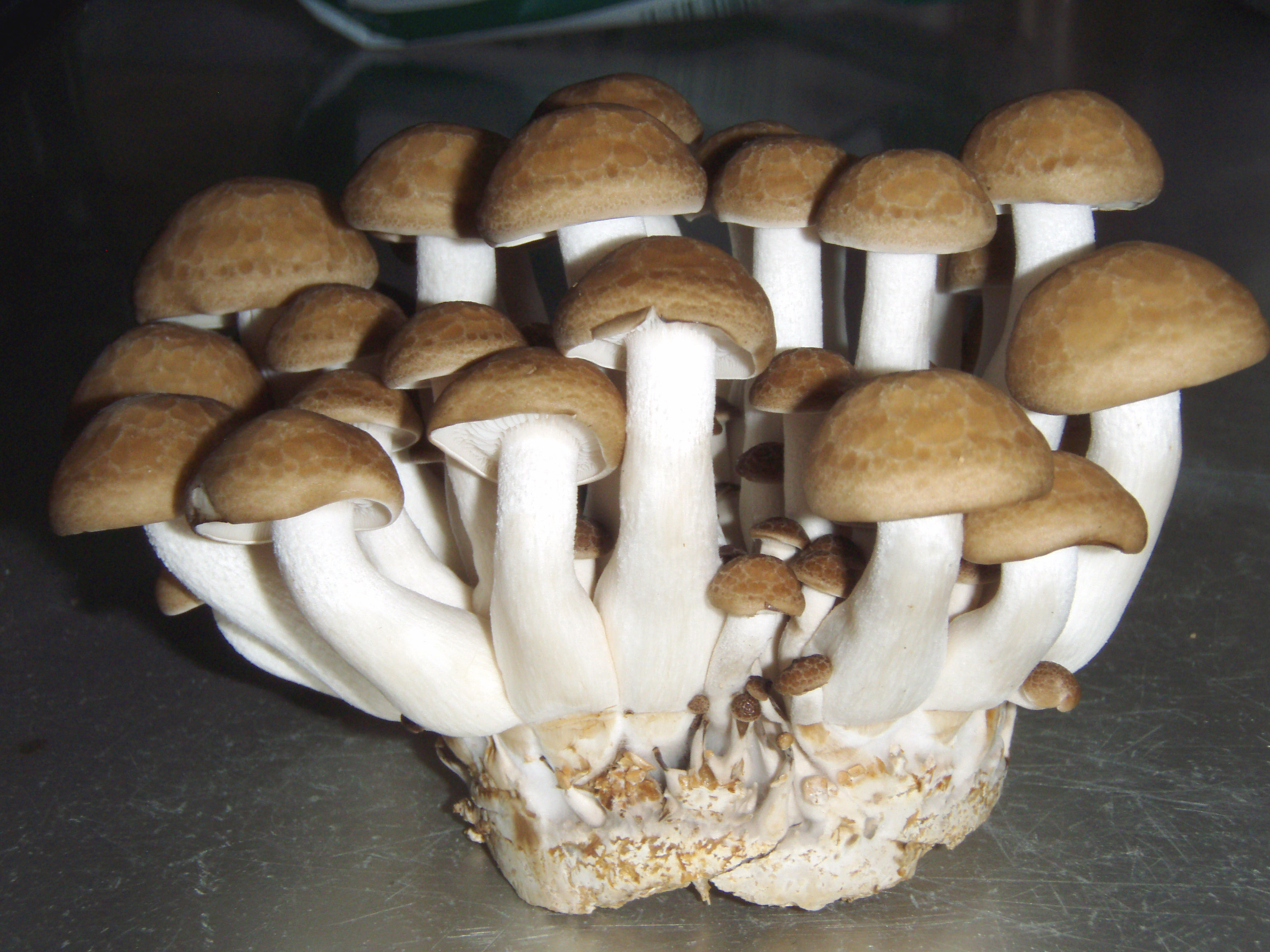

上記2.のブナシメジの栽培品。食用に菌床栽培品が多く流通しており、傘は丸みがあり、茶色であるが白色の品種もある。かつては「ホンシメジ」の名で流通していた。

### 栽培ヒラタケ

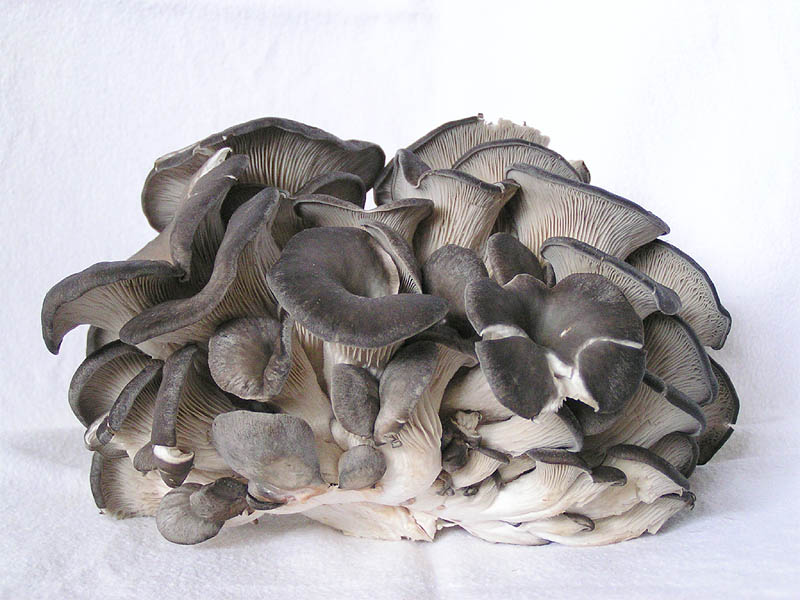

上記3.のヒラタケの栽培品。傘が平らなのが特徴。日本全国で普通に流通しており食用とする。ただし近年は栽培品のヒラタケは以前のような細かい株立ち状にせず、大柄で自然の状態に近い形状に育てて標準和名どおり「ヒラタケ」として販売するようになっている。現在は「シメジ」と言った場合にヒラタケを指すことはない。

## 和名に「シメジ」と名の付く食用菌
出典: 山田明義、「日本産菌根性きのこ類の食資源としての利用性」

### シメジ科

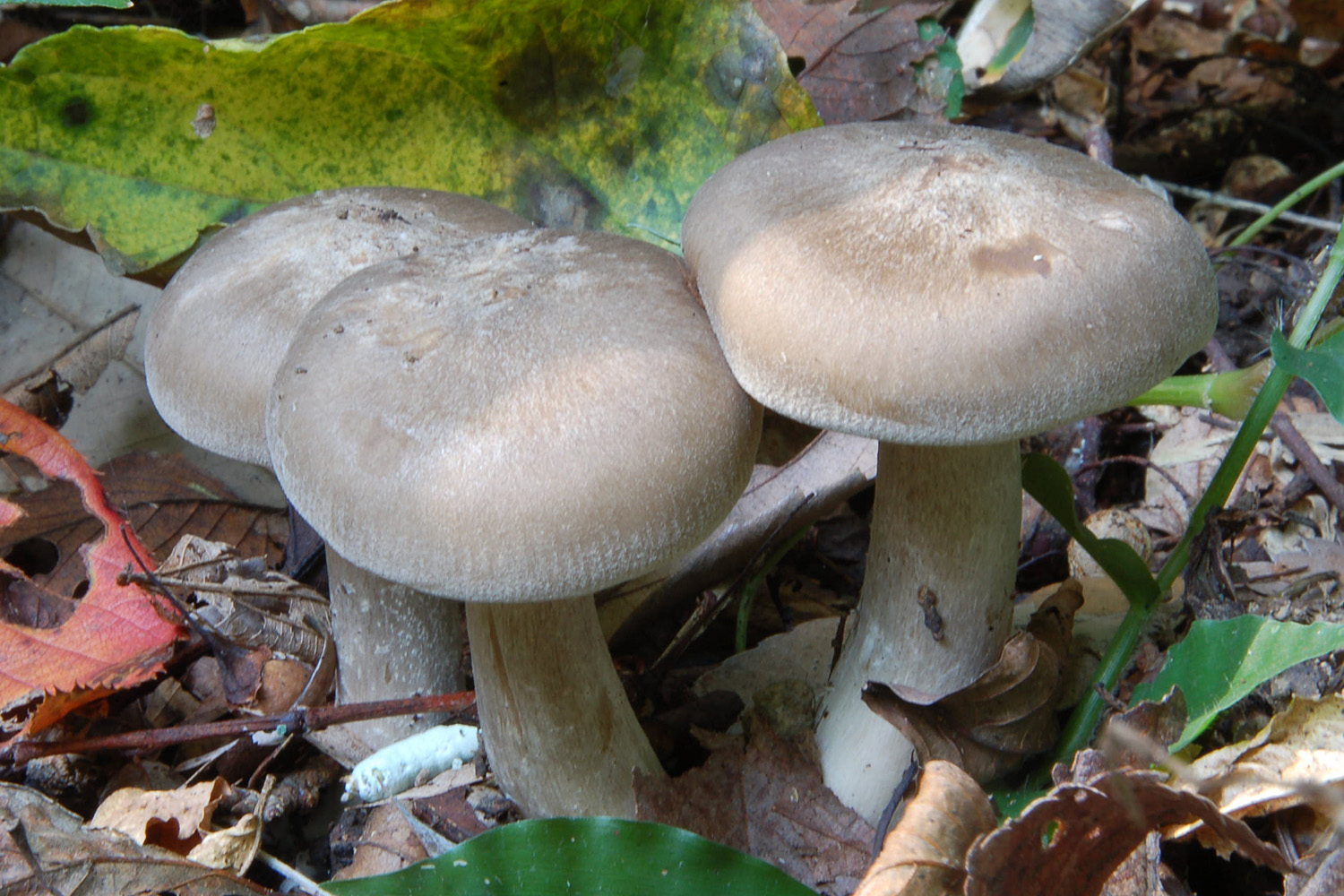
ハタケシメジ

- ブナシメジ (シロタモギタケ属, Hypsizygus marmoreus) - 一般的に「シメジ」と言えばこの種を指す
- ハタケシメジ（シメジ属, Lyophyllum decastes）
- シャカシメジ （シメジ属, L. fumosum）
- スミゾメシメジ（シメジ属, L. semitale）
- ホンシメジ (シメジ属, L. shimeji) - 「大黒本しめじ」はこの種を指す
- カクミノシメジ (シメジ属, L. sykosporum)
- クロシメジ (シメジ属, L. loricatum)

### キシメジ科

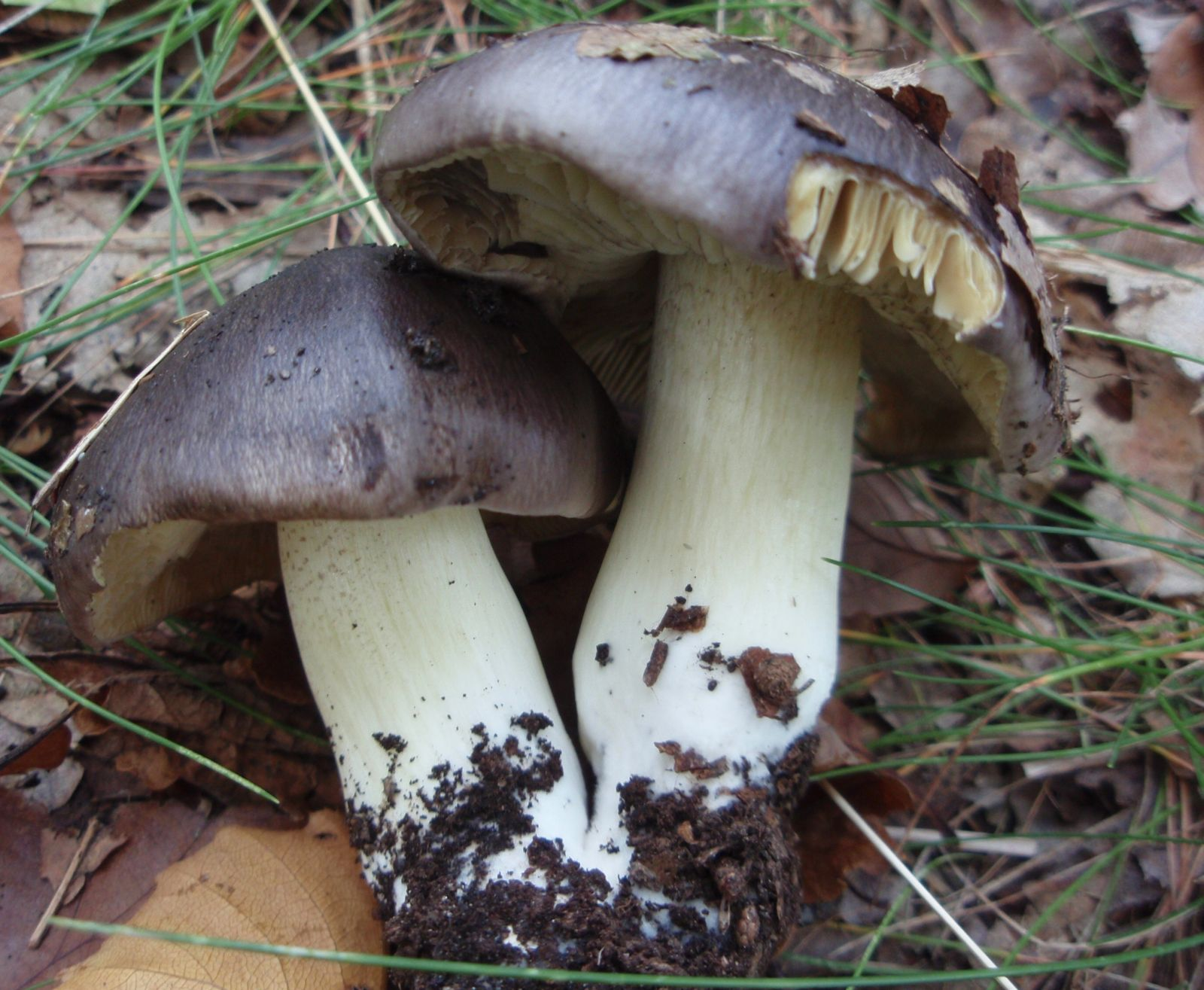
シモフリシメジ

- ムラサキシメジ（ムラサキシメジ属, Lepista nuda）
- ニオウシメジ（ニオウシメジ属, Macrocybe gigantea）
- キシメジ (キシメジ属, Tricholoma flavovirens)
- シモフリシメジ (キシメジ属, T. portentosum)
- シロシメジ (キシメジ属, T. japonicum)
- ハエトリシメジ (キシメジ属, T. muscarium)
- ミネシメジ (キシメジ属, T. saponaceum)
- アイシメジ（キシメジ属, T. sejunctum）
- クダアカゲシメジ (キシメジ属, T. vaccinum)
- キヒダマツシメジ (キシメジ属, (T. fulvum)
- クマシメジ (キシメジ属, T. terreum)
- アカゲシメジ (キシメジ属, T. imbricatum)
- クロゲシメジ (キシメジ属, T. atrosquamosum)
- シロケシメジ (キシメジ属, T. columbetta)
- ケショウシメジ (キシメジ属, T. orirubens)
- オオカキシメジ (キシメジ属, T. pessundatum)
- アクゲシメジ (キシメジ属, T. argyraceum)
- オオニガシメジ (キシメジ属, T. acerbum)
- ハマシメジ (キシメジ属, T. myomyces)
- カラキシメジ (キシメジ属, T. aestuans)
- ナベシメジ (キシメジ属, Tricholoma sp.)
- ニガマツシメジ (キシメジ属, Tricholoma sp.)
- アイゾメハエトリシメジ（キシメジ属, Tricholoma sp.）

### イッポンシメジ科

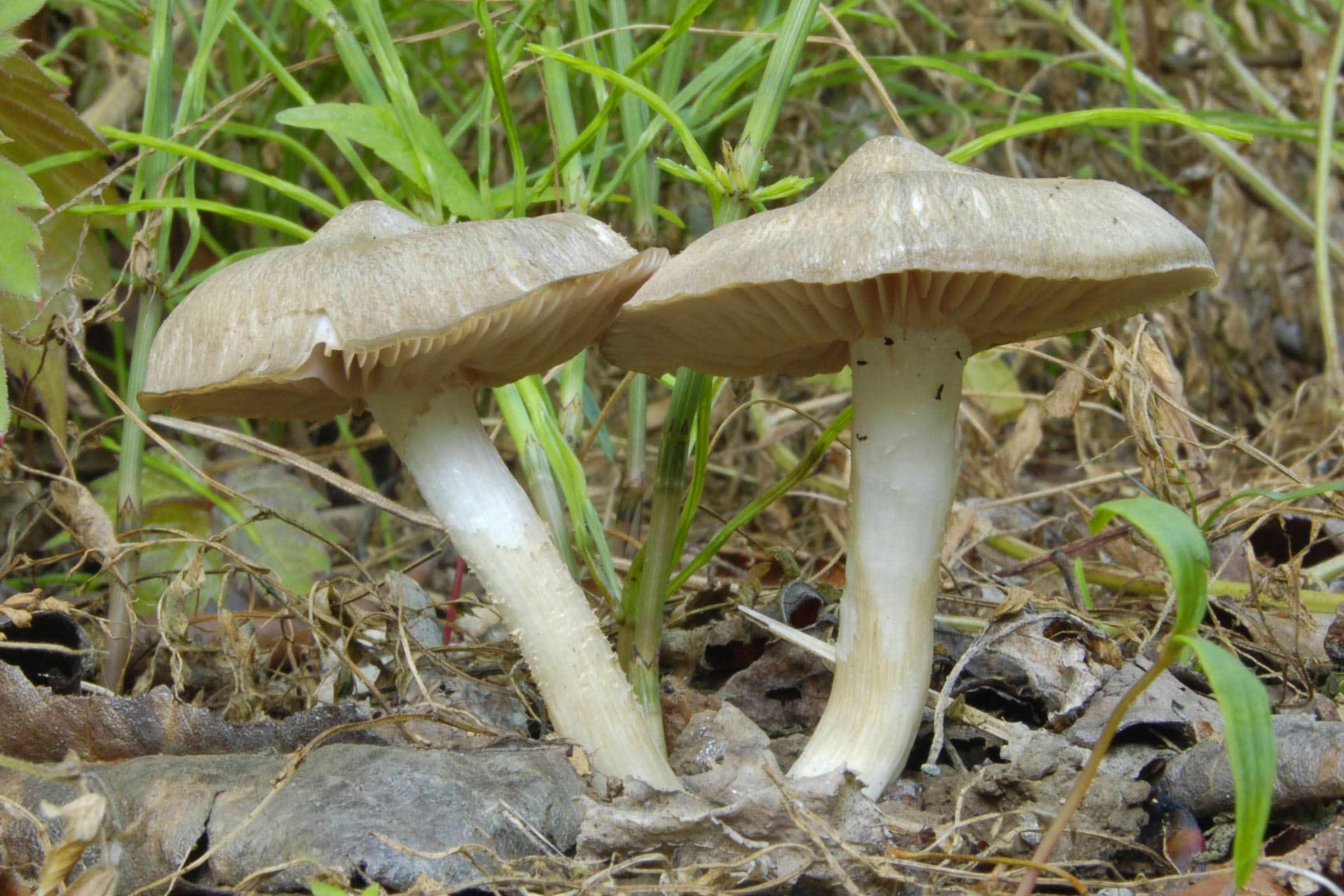
ハルシメジ

- コイッポンシメジ (イッポンシメジ属, Entoloma prunuloides)
- ハルシメジ (イッポンシメジ属, E. clypeatum)
- ウラベニホテイシメジ (イッポンシメジ属, E. sarcopum)
- コンイロイッポンシメジ (イッポンシメジ属, E. cyanonigrum)

### フウセンタケ科
この科は食毒関わらずオレラニンを含む種が多い
- アブラシメジ（フウセンタケ属, Cortinarius elatior）
  - コアブラシメジ (フウセンタケ属,  C. elatior var. microsporus)
- ムラサキシメジモドキ (フウセンタケ属, C caerulescens)
- クリフウセンタケ (フウセンタケ属, C. tenuipes)
- ムラサキアブラシメジ (フウセンタケ属, C. iodes)
- ムラサキアブラシメジモドキ (フウセンタケ属, C. salor)
- キアブラシメジ (フウセンタケ属, C. vibratilis)
- マルミノアブラシメジ (フウセンタケ属, C. subdelibutus)
- ツバアブラシメジ (フウセンタケ属, C. collinitus)

### ヌメリガサ科

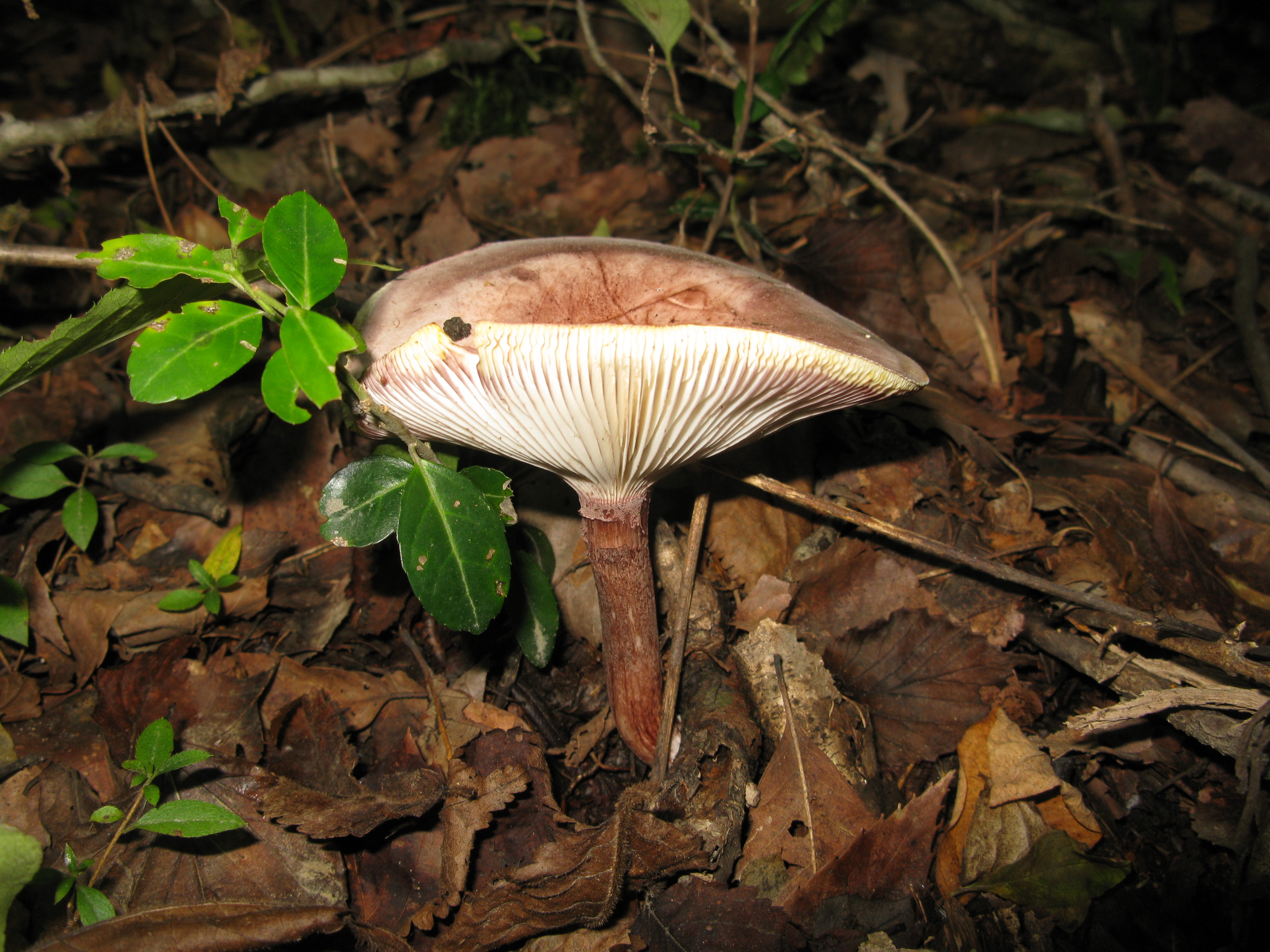
サクラシメジ

- サクラシメジ (ヌメリガサ属, Hygrophorus russula)
- ヒメサクラシメジ (ヌメリガサ属, H. capreolarius)
- オオサクラシメジ (ヌメリガサ属, H. erubescens)
- フキサクラシメジ (ヌメリガサ属, H. pudorinus)
- アケボノサクラシメジ (ヌメリガサ属, H. fagi)
- サクラシメジモドキ (ヌメリガサ属, H. purpurascens)

### その他
- ヒラタケ (ヒラタケ科ヒラタケ属, Pleurotus ostreatus) - 「シメジ」として市販されていた
- ハイイロシメジ (キシメジ科ハイイロシメジ属, Clitocybe nebularis) - 毒菌とされている[10]

## その他「シメジ」を名称に用いているキノコ
先に挙げたもの以外で、「シメジ」を名称に用いているキノコとしては、ウラベニホテイシメジ、キシメジ、コムラサキシメジ、サクラシメジ、シモフリシメジ、ハエトリシメジ、ハタケシメジ、ハルシメジ、ムラサキシメジなどの多くの食用キノコがあるが、イッポンシメジ、カキシメジ、ネズミシメジなど毒キノコにも一部「シメジ」の名のつくものがある。

## 参考画像

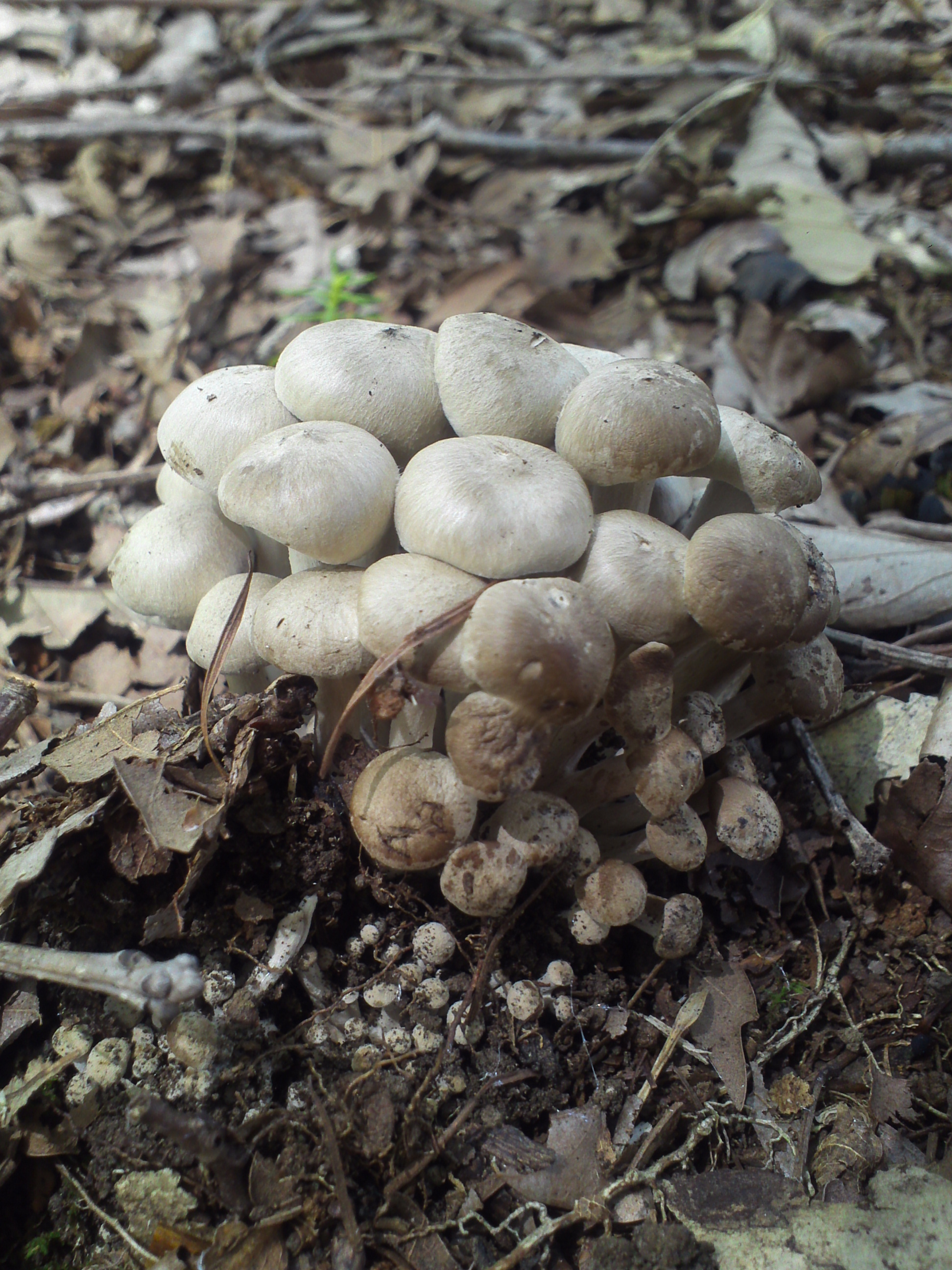
群生するシャカシメジ。傘の直径は10mm程度